# Municipi de Brocēni
El municipi de Brocēni (en letó: Brocēnu novads ) és un dels 110 municipis de Letònia, que es troba localitzat a l'est del país bàltic, i que té com a capital la localitat de Brocēni. El municipi va ser creat l'any 2001 després d'una reorganització territorial.

## Ciutats i zones rurals
- Blīdenes pagasts (zona rural)
- Brocēni (ciutat amb zona rural)
- Gaiķu pagasts (zona rural)
- Remtes pagasts (zona rural)

## Població i territori
La seva població està composta per un total de 7.215 persones (2009). La superfície del municipi té uns 498,5 kilòmetres quadrats, i la densitat poblacional és de 14,47 habitants per kilòmetre quadrat.